# Parc nacional de Satpura
El parc nacional de Satpura és un parc nacional de l'Índia, al districte de Hoshangabad de l'estat de Madhya Pradesh. El seu nom deriva de la serralada Satpura. S'estén per una superfície de 524 quilòmetres quadrats. El parqaue nacional d'Satpura, juntament amb els veïns santuaris de la vida salvatge de Bori i Panchmarhi, proporciona una extensió contínua de 1.427 quilòmetres quadrats d'un ecosistema únic de terres altes de l'Índia central. Va ser declarat el 1981. En ell destaca la població de panteres i de tigres.
El terreny de el parc nacional és extremadament accidentat i consisteix en pics de gres, estretes goles, barrancs i densos boscos. L'altitud varia entre els 300 msnm en les gairebé planes planes de Churna, fins als 1.352 msnm que s'assoleixen al pic Dhoopgarh, el lloc més alt de parc.